# Ураз-Мухаммед
Ураз-Мухаммед-хан, Ораз-Мухаммед, Ур-Магмет, Ураз-Махмет, Ураз-Магомет Анданович (каз. Ораз-Мұхаммед Онданұлы, اوراز محمد; тат.  Ураз-Мөхәммәт) (1573 — 22 ноября 1610, Калуга) — Касимовский хан (1600—1610). Полковой воевода. Видный деятель Смутного времени.

## Биография
Ураз происходил из казахской ветви Чингизидов, старший сын Ондан-султана, внук казахского хана Шигая и потомок Урус-хана.
В 1587 году, будучи призван Сибирской знатью под знамёна Кучума, был захвачен в плен тобольским воеводой Чулковым. Сначала царевич был отправлен на север — в Бежецкий Верх, в село Гори, с поместным окладом в 2000 четей и денежным — в 200 рублей.
Ураз участвовал в Русско-шведской войне 1590—1595 годов, в походе против крымских татар (1598).
В 1600 году царь Борис Годунов пожаловал Ураз-Мухаммеда Касимовским ханством. Ураз-Мухаммед стал одиннадцатым по счету правителем Касимова. Кадыр-Али-бек (советник молодого султана) в книге «Джами ат-Таварих» в дастане «Ураз Мухаммед» описывал его в жанре «мадхии» – хвалы, для намеренного возвеличивания хана.
Ураз Мухаммед был выбран с целью не дать усилиться служилым татарам, так как за ним не стоял ни один из татарских династических домов или элита корпорации служилых татар.
Весной 1601 года Ураз-Мухаммад посетил Москву. Через несколько дней после представления Борису, Ураз-Мухаммад присутствовал в Грановитой палате при торжественном отпуске польского посла Льва Сапеги. В Москве Ураз-Мухаммад оставался недолго. Уже в апреле 1601 года он был наряжен на службу и назначен оберегать «крымскую границу» в Дикое поле.
Лжедмитрий I подтвердил права Ураз-Мухаммеда на Касимовское ханство.
В 1607 году, по приказу Василия IV Шуйского, вассальный царь воевал против повстанцев Северской земли:
«…по повелению царя Василия татарам и черемисе велено украинных и северских городов уездов всяких людей воевать и в полон имать и животы их грабить за их измену»
Но уже в следующем, 1608 году, во время противостояния царя Василия IV и самозванца Лжедмитрия II, Ураз перешёл, вместе со своим другом, крещёным татарином князем Петром Урусовым, на сторону самозванца — создав тем самым крупную боевую единицу из касимовских, романовских и астраханских (юртовских) татар.
В периоде с мая по июнь 1609 года Касимов был осажден войском муромского воеводы Андрея Алябьева, однако вскоре русским войскам пришлось отступить и снять осаду города, отходя в Муром.
1 апреля 1610 года, после череды тяжёлых поражений и взятия Касимова войском боярина Ф. И. Шереметева (посланного царём Василием Шуйским), Ураз-Мухаммед и Петр Урусов решили вновь сменить лагерь — и посетили польского короля Сигизмунда III Вазу под Смоленском, где были весьма благосклонно приняты. Поскольку семья Ураз-Мухаммеда оставалась в лагере Лжедмитрия II, он, по утверждению Конрада Буссова, принял решение вернуться к самозванцу, с намерением организовать его убийство. Но по свидетельству того же Буссова, планы царя были решительно нарушены его родным сыном:
«После неудачной попытки взять Москву летом 1610 года самозванец отступил к Калуге и стал готовиться к новому походу. Но сын Ураз-Мухаммеда донёс Лжедмитрию, что отец собирается прикончить самозванца. И Лжедмитрий решил опередить касимовского царя. Во время охоты за Окой он напал на ничего не подозревавшего Ураз-Мухаммеда и убил его. Тело бросил в воду. Чтобы скрыть убийство, Лжедмитрий поскакал к своей свите, крича, что хан намеревался убить его, но он - Лжедмитрий — чудом спасся»
Служилые татары не стали мстить за своего убитого командира: скорей всего, он их уже не особо устраивал на тот момент. И только Пётр Урусов, состоявший на тот момент начальником стражи Лжедмитрия, в глаза сказал самозванцу, что это было убийство, за что и был посажен на 6 недель в тюрьму, по выходе из которой — благодаря заступничеству «царицы» Марины Мнишек, был восстановлен в прежней должности. 11 декабря 1610 года во время прогулки, воспользовавшись тем, что с Лжедмитрием была татарская стража и лишь несколько бояр, Пётр Урусов отомстил ему за своего товарища — «прискакав к саням на коне, рассек царя саблей, а младший брат его отсек царю руку». После чего князья Урусовы и татарские стражники поспешно ретировались из калужских пределов, а русские бояре и «царский» шут Кошелев известили Марину об убийстве.
Как предполагает историк Б. В. Горбунов, «касимовским татарам во времена Смуты удалось отыскать в Оке тело своего предводителя, привезти в Касимов и похоронить» на Старопосадском кладбище. В 1860 году выдающийся тюрколог Хусаин Фаизханов обнаружил его надгробный камень, разбитый на две части. На камне были выбиты следующие строки:
В 1019 году, месяца рамазана в 16 день, скончался сын Ондан-султана, Ураз-Мухаммед-хан. Господь всевышний да помилует его.